# 邵德孚
邵德孚（1897年—1967年），男，山东沂水人，中华人民共和国政治人物，曾任山东省立医院院长，山东省医学院院长，山东省政协副主席。